# 지금까지의 줄거리
《지금까지의 줄거리》(いままでのあらすじ 이마마데노 아라스지[*])는 유튜브 애니메이션 스즈미야 하루히 짱의 우울의 오프닝 및 엔딩을 수록한 앨범이다. 2009년 4월 22일 발매되었다.
노래는 원작의 주역인 히라노 아야(스즈미야 하루히 짱 역), 스기타 토모카즈(쿈 역), 고토 유코(아사히나 미쿠루 역), 치하라 미노리(나가토 유키 역), 오노 다이스케(코이즈미 이츠키 역). 지금까지 히라노 아야·고토 유코·치하라 미노리 3명 유닛의 곡은 여러 번 발표 되었지만, SOS단 5명 전원이 부른 것은 처음이다.

## 수록곡
1. 지금까지의 줄거리(いままでのあらすじ) (3:50)
유튜브 애니메이션 《스즈미야 하루히 짱의 우울》 오프닝 테마
2. 추신같은 것(あとがきのようなもの) (3:58)
유튜브 애니메이션 《스즈미야 하루히 짱의 우울》 엔딩 테마
3. 지금까지의 줄거리 (off Vocal)
4. 추신같은 것  (off Vocal)